# Villanueva del Campillo (kommunhuvudort)
Villanueva del Campillo är en kommunhuvudort i Spanien.   Den ligger i provinsen Provincia de Ávila och regionen Kastilien och Leon, i den centrala delen av landet, 130 km väster om huvudstaden Madrid. Villanueva del Campillo ligger 1 441 meter över havet och antalet invånare är 165.
Terrängen runt Villanueva del Campillo är kuperad.Runt Villanueva del Campillo är det mycket glesbefolkat, med 3 invånare per kvadratkilometer. Närmaste större samhälle är Muñana, 14,0 km öster om Villanueva del Campillo. Trakten runt Villanueva del Campillo består i huvudsak av gräsmarker.